# Polythrena
Polythrena là một chi bướm đêm thuộc họ Geometridae.